# Fastida

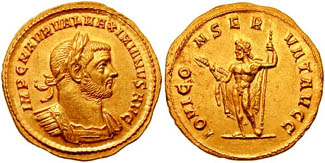
Áureo de Maximiano (r. 285-310).

Fastida fue un rey gépido del siglo iii, el primero conocido por su nombre. Según la narrativa Getica de Jordanes, derrotó y casi aniquiló a las tribus borgoñonas cercanas. Animado por su éxito y ansioso por expandir los dominios de su pueblo, que estaban restringidos entre «montañas oscuras y densos bosques», Fastida envió emisarios al rey Ostrogotha de los ostrogodos y visigodos exigiendo que concediera parte de las tierras góticas. En el conflicto posterior, los enfrentamientos entre los gépidos y las tribus godas no fueron concluyentes, lo que llevó a Fastida a retirarse con sus tropas a su territorio. Este conflicto probablemente transcurrió c. 249.
Sin embargo, es igualmente plausible, que pueda haber ocurrido en 290 o 291 debido a las operaciones de los coemperadores Diocleciano (r. 284-305), y Maximiano (r. 285-310), quien en un discurso oficial escrito en 291 relató que adoptó la táctica de incitar los conflictos entre las tribus germánicas del Danubio. Esta hipótesis se complementa con dos monedas de oro, acuñadas durante su reinado, en las que se expone la misma información. Estas probablemente fueron entregadas a Fastida y constituyen la parte más antigua del tesoro descubierto en Șimleu Silvaniei, Rumania.